# Тунга (художник)
Тунга (порт.-браз. Tunga), настоящее имя — Антонио Жозе де Баррос Карвальо-и-Мело Моран (порт. Antônio José de Barros Carvalho e Mello Mourão; 8 февраля 1952, Пальмарес — 6 июня 2016, Рио-де-Жанейро) — бразильский художник, жил и работал в Рио-де-Жанейро. Принадлежит к поколению бразильских художников, которые приобрели известность после успеха новаторских работ Элио Ойтисики и Лижии Кларк.

## Творчество
Работал с перформансом, инсталляцией, скульптурой, видео и поэзией. Вдохновляясь своей собственной мифологией, Тунга создавал работы, которые напоминают древние ритуальные практики исчезнувших цивилизаций. Произведения художника всегда связаны с перформансом — объекты и инсталляции используются исполнителями перформансов (порой обнажёнными) для гипнотического взаимодействия. В этом смысле творчество Тунги следует традиции Йозефа Бойса — в плане церемониальных действий и повторного использования символических материалов.
В инсталляциях и скульптурах Тунга использует определённый репертуар мотивов, некоторые из которых — собственного изобретения, которые переработаны и разворачиваются через ряд работ художника. Иконография включает заплетённые волосы, сети, стеклянные бокалы, черепа, трости и женские формы. Напоминая сюрреализм, контрастные элементы помещаются вместе висцеральным образом: липкая жидкость стекает вниз похожих на церковные колоколов; черепа людей и животных помещены рядом в подвешенной сети.
Выявляя хрупкость баланса между жизнью и смертью, художник исследовал процессы трансформаций, метаморфоз, возрождения. Противопоставлением сакрального и мирского он подчёркивал напряжённость между порядком и хаосом.
Произведения Тунги экспонировались по всему миру, в том числе на таких знаковых выставках (фестивалях), как Венецианская биеннале (1995 и 2001), документа (1997), биеннале в Кванджу (2000) и в Сан-Паулу (1981). В 2001 году Тунга также участвовал в выставке «Brazil: Body & Soul» в музее Гуггенхайма.
В 2006 году монументальная инсталляция Тунги «A la Lumiere des Deux Mondes» заняла площадь под стеклянной пирамидой Лувра в Париже. В 2009 году инсталляцию Тунги «Кристаллизация» можно было увидеть в основном проекте Московской биеннале.

## Награды и достижения
Тунга является финалистом Hugo Boss Prize 2000.

## Публичные коллекции
- Museu de Arte de Brasília, Бразилия
- Inhotim Centro de Arte Contemporânea, Брумадинью
- Museu de Arte Contemporanea de Niterói, Niterói
- Museu de Arte do Rio Grande do Sul Ado Malagoli (MARGS), Порту-Алегри
- Museu de Arte Moderna da Bahia, Сальвадор
- Museu de Arte Moderna de São Paulo, Сан-Пауло
- Museu d´Art Contemporani de Barcelona, Барселона
- MOCA Grand Avenue, Лос-Анджелес
- Cisneros Fontanals Art Foundation, Майями

## Персональные выставки
| - 2009 Lezart, Museum of Fine Arts Houston, Хьюстон - 2007 Galerie Daniel Templon, Париж - 2007 P.S.1 Contemporary Art Center, Нью-Йорк - 2007 Luhring Augustine Gallery, Нью-Йорк - 2005 Les Affinités électives, Galerie Daniel Templon, Париж | - 2004 Christopher Grimes Gallery, Санта-Моника - 2003 La Belle et la Bête, Galerie Daniel Templon, Париж - 2002 Luhring Augustine Gallery, Нью-Йорк - 2001 Galerie Daniel Templon, Париж - 2001 Музей современного искусства, Монтеррей - 2001 La Belle et La Bête, Christopher Grimes Gallery, Санта-Моника | - 1997 Тунга: 1977—1997, Музей современного искусства, Майями - 1996 Galeria Luisa Strina, Сан-Пауло - 1994 Galeria Luisa Strina, Сан-Пауло - 1989 Whitechapel Art Gallery, Лондон - 1976 Galeria Luisa Strina, Сан-Пауло |